# Ludwig Zametzer
Ludwig Zametzer († 1987) war ein deutscher Sportfunktionär.

## Werdegang
Zametzer war als Rechtsanwalt in Füssen tätig. Bei der Gründung des Deutschen Eishockey-Bundes (DEB) am 16. Juni 1963 in Krefeld war er Gründungsmitglied und wurde zusammen mit Günther Sabetzki zum ersten Präsidenten (im ersten Jahr gab es zwei gleichberechtigte Präsidenten) gewählt. Beim Verbandstag am 25. April 1964 in Frankfurt am Main wurde Otto Wanner, ebenfalls aus Füssen, zum Präsidenten des DEB gewählt.
Zametzer wurde 2022 posthum in die Hall of Fame des deutschen Eishockeys aufgenommen.